# Родатичі (гміна)
Ґміна Родатиче (пол. Gmina Rodatycze) — колишня (1934—1939 рр.) сільська ґміна Грудецького повіту Львівського воєводства Польської республіки (1918—1939) рр. Центром ґміни було село Родатиче.

1 серпня 1934 році було створено ґміну Родатиче в Грудецькому повіті. До неї увійшли сільські громади: Бар, Братковіце, Добжани, Доліняни, Мілятин, Путятиче, Родатиче, Тучапи, Волчухи і Збадинь-Куттенберґ.

У 1939 році територія була зайнята СРСР і ґміна у складі повіту ввійшла до складу Львівської області. 17 січня 1940 р. повіти і гміни були ліквідовані, а територія гміни ввійшла до Городокського району.